# Кинли, Дэвид
Дэвид Кинли (англ. David Kinley; 2 августа 1861, Данди, Шотландия — 3 декабря 1944, Урбана, Иллинойс, США) — американский экономист, эмерит профессор Иллинойсского университета в Урбане-Шампейне, президент Американской экономической ассоциации в 1913 году, президент Иллинойсского университета в 1920—1930 годах.

## Биография
Дэвид родился 2 августа 1861 года в городке Данди, в Шотландии. Семья переехала в США в 1872 году. Учился в частной школе Академии Филлипса в городке Андовер, штат Массачусетс.
В 1884 году получил степень бакалавра в Йельском университете, после чего работал в качестве директора школы Северного Андовера в 1884—1890 годах. А в 1890—1892 годах учился в Университете Джонса Хопкинса, и в 1892 году удостоен степени магистра. В 1893 году удостоен докторской степени в Висконсинском университете в Мадисоне. Его научным руководителем был Ричард Эли.
В 1893 году стал ассистентом профессора, а в 1895 году полным профессором экономики Иллинойсского университета. В 1895 году был назначен заведующим кафедрой экономики. На данном посту он проработал до 1915 года (двадцать лет). Считается основателем экономического факультета в университете. Параллельно был назначен деканом колледжа литературы и искусства, проработав на эту посту до 1906 года. В 1902 году организовал и стал директором Школы коммерции. Читал курсы аспирантам и в 1906 году назначен также деканом аспирантуры, проработав на этом посту до 1914 года.
В 1914 году стал вице президентом университета, а в 1919—1920 годах исполняющим обязанности президента университета, а с 1920—1930 годах президент Иллинойсского университета.
В 1913 году стал президентом Американской экономической ассоциации.
В 1906—1907 годах был членом Промышленной Страховой Компании Иллинойс, а в 1910 году и в 1930 году — член Налоговой Комиссии Штата Иллинойс.
Семья
Дэвид женился на Кэт Рут Нил в 1897 году. Кэт скоропостижно скончалась в 1931 году в Гонконге во время путешествия с мужем.

## Память
В честь Дэвида Кинли назван зал в кампусе Иллинойсского университета.